# Cayo Claudio Pulcro (pretor)
Cayo Claudio Pulcro (en latín, Gaius Claudius Pulcher) fue un magistrado romano hijo del consular Apio Claudio Pulcro.
En 58 a. C. fue legado de Julio César.
En 56 a. C. fue pretor, siendo designado propretor en Asia para el año siguiente. Se opuso a Cicerón en apoyo a su hermano Publio Clodio Pulcro. Al volver de Asia fue acusado de extorsión por Marco Servilio, pero no prosperó.
Murió en 52 a. C., siendo luego adoptado su hijo Cayo por su hermano Apio.